# Neoflata separata
Neoflata separata är en insektsart som först beskrevs av Melichar 1902.  Neoflata separata ingår i släktet Neoflata och familjen Flatidae. Inga underarter finns listade i Catalogue of Life.